# Світлобоязнь
Світлобоязнь (у медичній термінології — фотофобія) — симптом хворобливої чутливості ока до світла, при якій у людини виникають неприємні відчуття в очах (наприклад, біль і сльозливість), які примушують сильно мружитися. Звичайно такі прояви виникають внаслідок якогось захворювання очей. Фотофобія може розвиватись у результаті розширення зіниць після закапування різних очних крапель. Також фотофобія можлива при кору, грипі, менінгіті, захворюваннях кон'юнктиви й рогівки (ерозії, поверхневі запалення).
Багаторічне щоденне користування телевізором чи комп'ютером також може призводити до цього стану.
Фотофобія в одному оці може бути спричинена наявністю стороннього тіла на рогівці. За здорових очей фотофобія виникає в тих випадках, коли в око потрапляє велика кількість світлових променів, наприклад, при яскравому освітленні після тривалого знаходження у темряві або напівтемряві — але у цьому випадку вона, звичайно, не є патологічним станом. При фотофобії потрібно носити темні окуляри за обов'язкового лікування основного захворювання.

## Відомі люди, що страждають на світлобоязнь
- Григорій Лепс
- Боно